# Roma (Luftschiff)

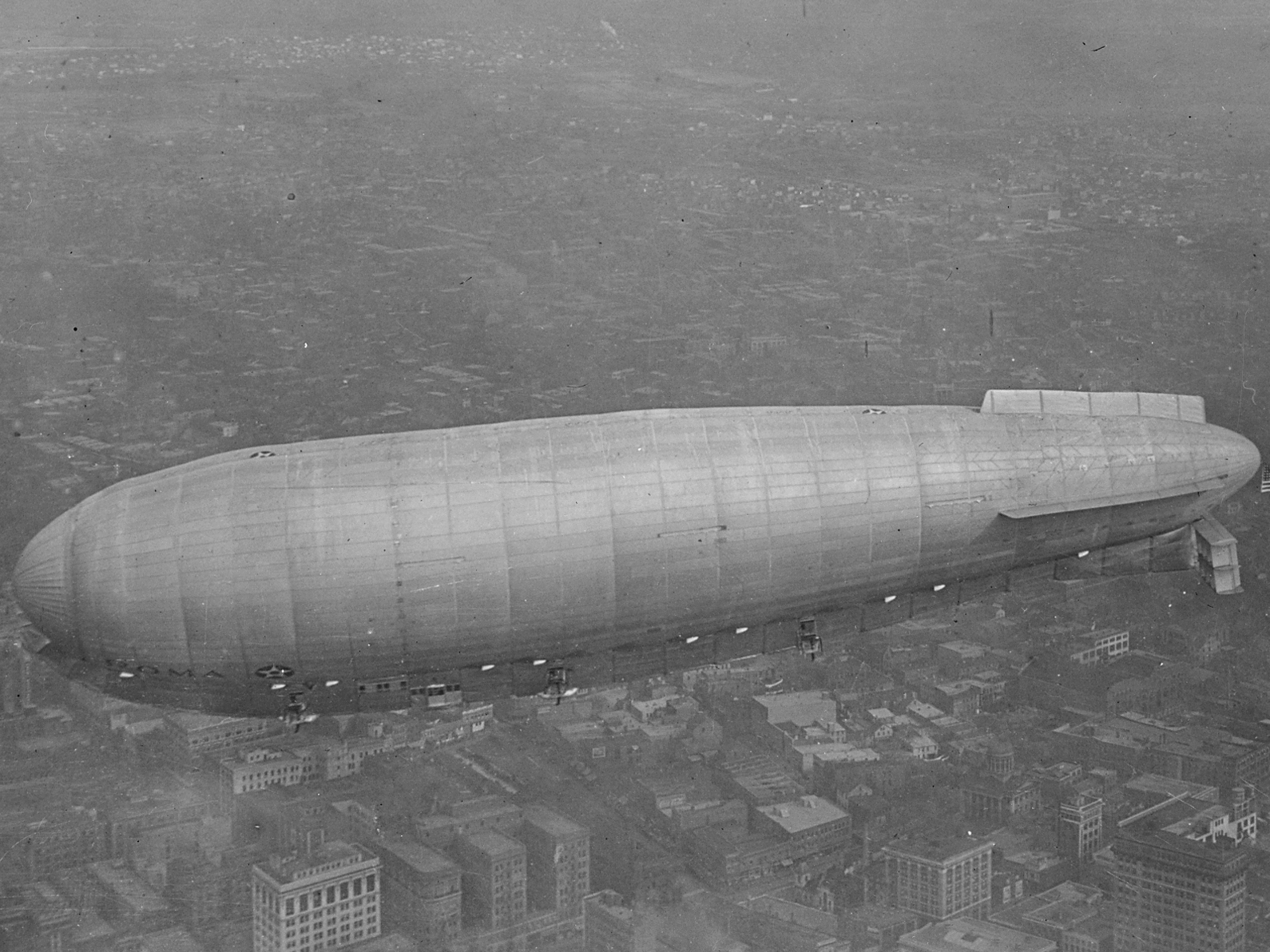
Die Roma im November 1921 über Norfolk, Virginia (USA)

Das Kielluftschiff Roma entstand in der Nähe von Rom unter dem italienischen Luftschiffkonstrukteur Umberto Nobile in Zusammenarbeit mit Celestino Usuelli (1877–1926), Gaetano Arturo Crocco und Eugenio Prassone und wurde 1921 von den Luftstreitkräften der US-Armee (damals: US Army Air Service) für 165.000 US-Dollar gekauft.
Die offizielle Bau-Bezeichnung lautete 18-M, jedoch wurde es beim Bau firmenintern T-34 genannt. Die 34 stand für einen Auftrieb von etwa 34 Tonnen.
Vor der Ablieferung in die USA waren nahe Rom verschiedene Testfahrten unternommen worden. Bei einer war auch der amerikanische Botschafter Robert Johnson Underwood mit an Bord. Danach wurde das Schiff wieder zerlegt und nach Amerika transportiert.
Nach der Indienststellung wurden die ursprünglichen Ansaldo-Motoren durch Liberty-L12-Motoren ersetzt. Angeblich waren die italienischen Motoren zu unzuverlässig. Die erste Fahrt mit den neuen Motoren fand am 21. Februar 1922 vom Langley Field (Virginia) aus statt. Dabei waren 45 Personen an Bord, darunter auch sieben zivile Techniker. Während des Fluges kollabierte die Nasenstruktur. Ob die erhöhte Motorleistung eine Ursache dafür war, ist ungeklärt. Die Beschädigung führte zum Ausfall des Höhenruders. Unfähig zu steuern, verlor das Luftschiff an Höhe und landete in der Nähe des Norfolk-Armee-Stützpunktes auf einer Hochspannungsleitung. Beim Kontakt mit den Leiterseilen geriet das Wasserstoff-Traggas in Brand. Nur elf Personen überlebten das Feuer, zum Teil schwer verletzt.
Dieses Unglück führte zur Abkehr der amerikanischen Streitkräfte von Wasserstoff. Das Luftschiff ZR-1 USS Shenandoah wurde als erstes großes Luftschiff mit Helium befüllt.
Die Roma sollte ursprünglich in der neuen Ballon- und Luftschiffschule auf dem Brooks Luftwaffenflugfeld stationiert werden. Sie erreichte ihre geplante Basis jedoch nie. Eigens für sie war dort eine 8500 m² große Luftschiffhalle errichtet worden.
Ein Ansaldo-Motor kann heute noch im US-Luftwaffenmuseum auf dem Wright-Patterson-Luftwaffenstützpunkt in Ohio/USA besichtigt werden.

## Technische Daten und Leistung
- Länge: 125 m
- Durchmesser: 25 m
- Volumen: 33.810 m³
- Leermasse: 34.500 kg
- Auftriebskraft: 19.100 kg
- Antrieb: sechs Liberty-Zwölfzylinder-V-Motoren mit je 300 kW
- Maximalgeschwindigkeit: 128 km/h